# 丹尼·韦尔贝克
丹尼爾·尼·塔基·門薩·韦尔贝克（英語：Daniel Nii Tackie Mensah Welbeck；1990年11月26日—），是一名加纳裔的英格蘭職業足球員，現效力於英超球隊白禮頓，前英格蘭足球代表隊成員。司職前鋒，亦可以出任翼鋒。
韋碧克為英超球會曼聯的青訓球員，2008-09賽季首次為曼聯一線隊上陣。被外借至普雷斯頓和新特蘭前，他贏得2008-09賽季的英格蘭聯賽盃冠軍及世界冠軍球會盃冠軍。從2011-12賽季起，韋碧克開始成為曼聯的正選球員。2014年9月，韋碧克轉會至阿仙奴，轉會費為1600萬鎊。
在國家隊方面，韋碧克於2011年3月首次代表英格蘭國家足球隊上陣，對手為加纳國家足球隊，最終賽果為1比1平手。2012年6月2日，他在對陣比利時國家足球隊時，射入首個國際賽入球，而英格蘭亦小勝1比0。韋碧克代表英格蘭上陣超過30場，並參加了2012年歐洲國家盃及2014年世界盃。

## 球會

### 早期生涯
韋碧克在英格蘭曼徹斯特朗西爾區（Longsight）出生，父母親均為加纳人。

### 曼聯

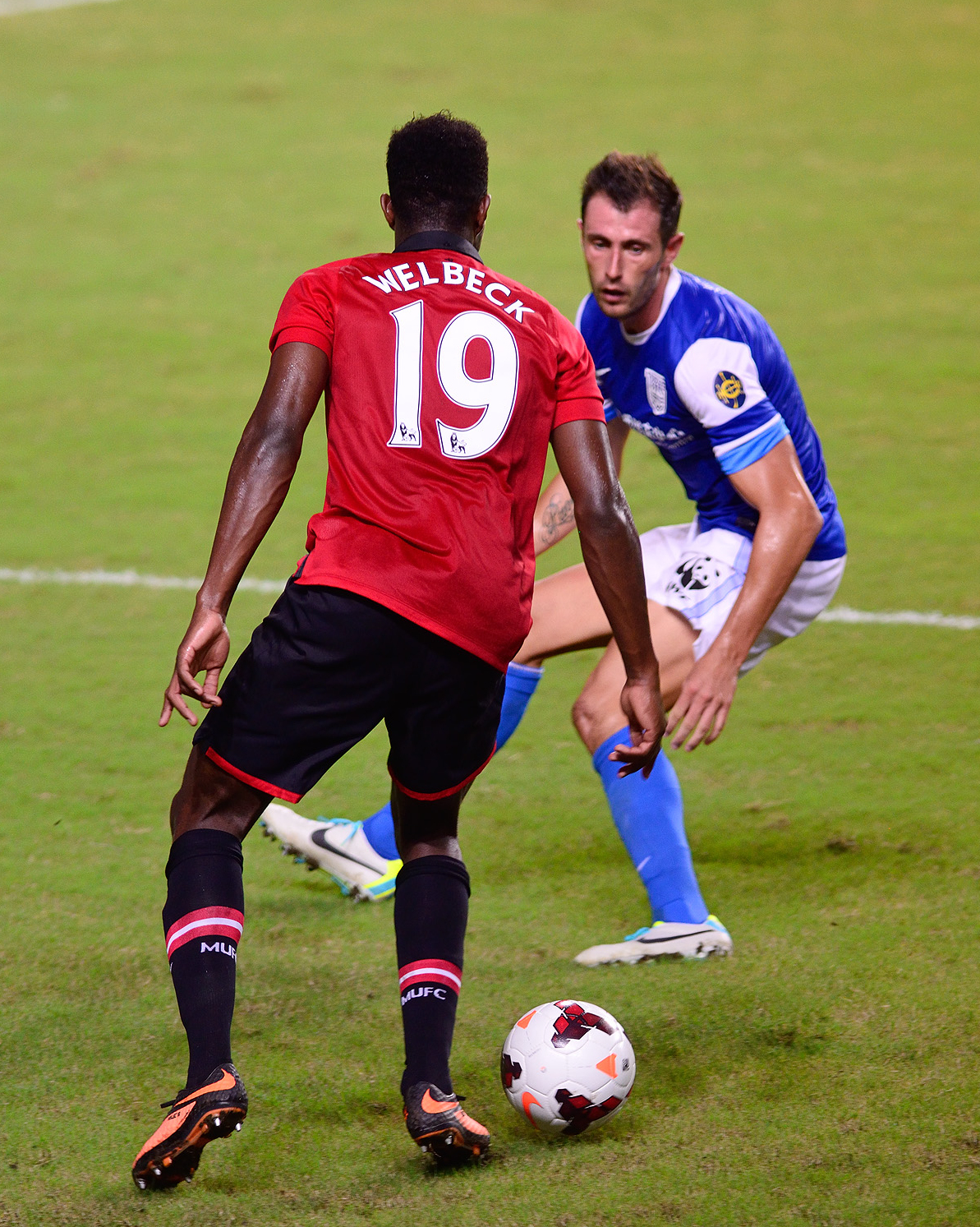
維爾貝克試圖突破列斯奧的防線

韦尔贝克是曼联青少年系统培养出来的球员，早在十歲時已在曼聯接受訓練，于2007年7月1日正式与曼联青年队签约，当年表现即非常出色，並獲提升上預備隊，更於2008年1月隨同一隊到訪沙特阿拉伯出席艾查巴（Sami Al-Jaber）的告別賽，在這場對艾希拉的賽事，於下半場65分鐘後補入替安達臣首次為一隊上陣，完場前在禁區內遭撞跌而獲判十二碼，由他親自處理，但卻一射越楣而去，錯失為球隊扳平的機會。
2008/09年赛季开始前，由于曼联迟迟没有引进前锋，维尔贝克被列入了一线队名单。2008年9月23日在英格蘭聯賽盃第三圈主場對米杜士堡，韋碧克正選上陣，強陣出戰的曼聯輕勝3-1，踢足全場的韋碧克雖然沒有入球進帳，但表現良好的狀態。11月11日，他在聯賽盃的第四圈赛事中再次上陣，下半場72分鐘入替保斯邦，落場僅4分鐘即被藍馬治撞跌赢得一个点球，由特维斯主罚命中，帮助球队1-0战胜了昆士柏流浪晉級半準決賽。11月15日，他第一次在联赛中亮相，對陣史篤城，下半場63分鐘替補朴智星，完場前攻入了一个25码的远射，最後以5-0勝出。此後他在英格蘭足總盃第三圈對陣修咸頓時為曼聯先拔頭籌，最後球隊3-0完勝。然後他再持續他的傑出表現，在足總盃第五圈對打比郡時攻入一球為球隊鎖定4-1勝局。晉身一隊首個球季在各項賽事合共上陣13場及射入3球。
2009年9月23日，他攻入他在2009/10年球季的第一球，在英格蘭聯賽盃第三圈對狼隊時，攻入一個漂亮組織的進球，跟奧雲進行撞牆互傳後射入賽事唯一入球，協助衛冕的曼聯順利過關。10月27日，他在下輪聯賽盃第四圈比賽亦得到入球，他為曼聯首開記錄，並交出助攻協助奧雲射入第二球，最後以奧雲及韋碧克這雙已建立良好默契拍檔的入球，2-0擊敗班士利晉級第五圈。同年11月25日，他首次在歐聯賽事上陣對陣比錫達斯，已穩奪出線資格的曼聯以年青球員出戰，主場0-1受挫，結束歐聯四年主場連續23場不敗紀錄。12月11日韋碧克跟球會續約到2013年。
2010年1月25日，韋碧克獲外借到英冠球會普雷斯頓直到球季結束，是曼聯領隊亚历克斯·弗格森的兒子达伦·弗格森上任後首名引入的球員，期間上陣8場射入兩球。加盟翌日即正選上陣作客出戰达伦·弗格森的舊東主彼德堡，以1-0小勝，但他於完場前受傷補時階段被換離場；1月30日首次於主場亮相對葉士域治，韋碧克於完場前射入為球隊鎖定2-0勝局兼取得加盟後首球；接下一場聯賽他連續兩仗取得入球，於主場射入一度為普雷斯頓扳平比數1-1，但最終仍以1-4落敗。於2月對紐卡素時觸傷膝蓋，於缺席3場後韋碧克返回曼聯接受康復治療，惟膝蓋持續腫脹，需要於3月中提前結束借用並回到曼聯接受手術。
2010/11年球季，曼聯新簽入墨西哥小將靴南迪斯，使鋒線有人滿之患，韋碧克於2010年8月12日獲外借到英超球會新特蘭，為期一整個球季。8月14日他在新特蘭的首場比賽以2-2賽和伯明翰城，於83分鐘替補戴倫·賓特。直到同年11月14日，他在作客史丹福橋球場對陣車路士時攻入加盟後第一球，令該場比賽出現新特蘭3-0勝出的冷門賽果；下一場聯賽返回主場光明球場對陣愛華頓，韋碧克包辦新特蘭兩個入球與對手賽和2-2；他的入球停不了，於2-3作客不敵狼隊再入1球，連續3場賽事射入4球。12月18日主場對保頓，韋碧克飛身插水式頭球頂入唯一入球奠定勝局；踏入元旦，於主場3-0大勝布力般流浪再下一城。其時韋碧克炙手可熱，外界高呼英格蘭挑選他入伍，但他於1月5日作客1-0擊敗阿士東維拉膝蓋受傷於完場前退下火線，賽後進行探知手術證實軟骨受損，需要養傷6至8星期，其時則好戴倫·賓特轉投阿士東維拉，新特蘭鋒線只餘下基恩一人可用。韋碧克一直缺陣至3月5日作客阿仙奴，於下半場後補入替馬白蘭基，他的一記轉身抽射被施捷斯尼擋救才使雙方維持0-0完場。他於4月23日在新特蘭以4-3勝出韋根的比賽僅上陣25分鐘便受傷離場，賽後證實腿後腱受傷，領隊布魯士表示他將會缺席餘下賽事，隨即返回曼聯接受治療，並被結束借用。
維爾貝克於2011年8月7日在溫布利體育場上演的英格蘭社區盾比賽中正選出場。半場被對手曼城领先2:0，最終以3:2的比數逆转擊敗了對手。接著他與朗尼一起在2011-12賽季英超聯賽第一場客場對西布朗維奇的比賽中正選上陣，他在第65分鐘被貝爾巴托夫替換下場。球場最終以2:1勝出。2012年1月8日，維爾貝克攻入第二個進球協助曼聯在足總杯第三輪作客於曼徹斯特體育場以3-2擊敗對手。埃弗拉半傳中，維爾貝克抽射穿過門將的十指關下角入網。 1月14日，維爾貝克攻入第二個進球在3-0大勝博爾頓，魯尼半單刀傳球，維爾貝克輕鬆射入。1月22日，維爾貝克於酋長球場作客對阿森納的比賽中，在第81分鐘攻入致勝的一球，協助球隊以2:1擊敗對手，這也是他在連續三場比賽中的第三個進球。2012年8月22日，曼聯與韋碧克續約4年至2016年6月。

### 阿森纳
2014年9月2日阿森纳官方确认，以约1,600万英镑身价从曼联签下韦尔贝克，披上23号球衣。10月1日，韋碧克於歐聯分組賽對加拉塔沙雷時連進三球，達成他職業生涯第一次的「帽子戲法」。2015年3月9日，维尔贝克在英格蘭足總盃八強戰於曼聯主場攻入致勝的倒戈入球，幫助阿森纳進入四強。
2016年2月14日，韋碧克復出，在83分鐘入替張伯倫，95分鐘接應奧斯爾的罰球，絕殺李斯特城。

### 沃特福德
韦尔贝克于2019年8月7日签约加盟英超俱乐部沃特福德。在主场2-1战胜诺维奇城的比赛中，韦尔贝克为沃特福德打进了他的第一个联赛进球。

## 国家队
韋碧克早於2005年10月以14歲之齡首次代表英格蘭U16在勝利盾（Victory Shield）對陣威爾斯，英格蘭最後取得該屆錦標。他其後晉升到英格蘭U17，於2007年歐洲U-17足球錦標賽精英外圍賽對塞爾維亞射入奠勝球，以2-1獲勝並取得在比利時舉行的決賽週入場劵，英格蘭直闖決賽，僅以0-1負於西班牙屈居亞席。由於頭5隊可以参加2007年在韩国舉行的世少盃，韋碧克亦順利入選大軍名單，英格蘭在分組賽取得3戰2勝1和不敗的成績，力壓巴西以首名出線，韋碧克在次仗5-0大勝紐西蘭與域陀·摩西斯一同梅開二度。16強淘汰賽以3-1擊敗敘利亞後，於8強1-4負於德國止步。韋碧克於2008年9月9日首次代表英格蘭U19上陣，正選上陣踢足全場以2-1擊敗荷蘭。
2009年2月3日獲召加入英格蘭U21友賽厄瓜多爾，2月10日在西班牙马拉加輸給厄瓜多爾3-2的比賽中，下半場首次替補阿當·莊臣上陣。其後在3月31日主場亦獲替補上陣，最終負於法國0-2。他入選英格蘭參賽2009年U21歐洲國家盃的23人初選名單，但因傷退隊。2010年9月7日，他射入在英格蘭U21的首兩個入球，最後以3-0擊敗立陶宛。他於2011年3月24日射入他的第三個入球，在第21分鐘射入一球漂亮的進球，最後以4-0擊敗丹麥。韋碧克順利入選在丹麥舉行2011年歐洲U-21足球錦標賽決賽週的英格蘭大軍名單，但球隊因缺少了韋舒亞而演出大為失色，分組賽3戰2和1負未能出戰，韋碧克於對西班牙及捷克各射入1球，亦是英格蘭在分組賽的全部入球。
不过韋碧克的出色表现很快吸引了加纳的兴趣，因为他的父母原来都是加纳籍。於2010年3月29日他入選英格蘭代替因傷退隊的阿伦·列农，並諷刺地首場友誼賽對陣加納，他於81分鐘入替艾殊利·高爾，最後雙方1-1賽和。
2018年5月16日，韦尔贝克入选英格兰代表队2018年俄罗斯世界杯的23人名单。

## 統計

### 球會
| 球會           | 球季      | 聯賽 | 聯賽 | 足總賽 | 足總賽 | 聯賽杯 | 聯賽杯 | 歐洲賽 | 歐洲賽 | 其他 | 其他 | 總計 | 總計 |
| 球會           | 球季      | 上陣 | 入球 | 上陣   | 入球   | 上陣   | 入球   | 上陣   | 入球   | 上陣 | 入球 | 上陣 | 入球 |
| -------------- | --------- | ---- | ---- | ------ | ------ | ------ | ------ | ------ | ------ | ---- | ---- | ---- | ---- |
| 曼聯           | 2008/09年 | 3    | 1    | 5      | 2      | 5      | 0      | 0      | 0      | 0    | 0    | 13   | 3    |
| 曼聯           | 2009/10年 | 5    | 0    | 1      | 0      | 3      | 2      | 2      | 0      | 0    | 0    | 11   | 2    |
| 普雷斯頓(外借) | 2009/10年 | 8    | 2    | 0      | 0      | 0      | 0      | –      | –      | 0    | 0    | 8    | 2    |
| 新特蘭 (外借)  | 2010/11年 | 26   | 6    | 0      | 0      | 2      | 0      | –      | –      | 0    | 0    | 28   | 6    |
| 曼聯           | 2011/12年 | 17   | 6    | 1      | 1      | 1      | 0      | 2      | 2      | 1    | 0    | 21   | 9    |
| 曼聯           | 總計      | 25   | 7    | 7      | 3      | 9      | 2      | 4      | 2      | 1    | 0    | 46   | 14   |
| 生涯總計       | 生涯總計  | 59   | 15   | 7      | 3      | 9      | 2      | 4      | 2      | 1    | 0    | 82   | 22   |

最後更新：2011年5月30日

### 國家隊
| 國家隊 | 年份 | 上陣 | 入球 |
| ------ | ---- | ---- | ---- |
| 英格蘭 | 2011 | 3    | 0    |
| 英格蘭 | 2012 | 11   | 5    |
| 英格蘭 | 2013 | 6    | 3    |
| 英格蘭 | 2014 | 12   | 5    |
| 英格蘭 | 2015 | 1    | 1    |
| 英格蘭 | 2016 | 1    | 0    |
| 英格蘭 | 2017 | 2    | 1    |
| 英格蘭 | 2018 | 6    | 1    |
| 合計   | 合計 | 42   | 16   |

### 國家隊入球
| #   | 日期           | 地點                                 | 對手       | 入球 | 比數 | 比賽                   |
| --- | -------------- | ------------------------------------ | ---------- | ---- | ---- | ---------------------- |
| 1.  | 2012年6月2日   | 温布萊球場，倫敦，英格蘭             | 比利时     | 1-0  | 1-0  | 友谊赛                 |
| 2.  | 2012年6月15日  | 奧林匹克國家綜合體育場，基輔，烏克蘭 | 瑞典       | 2-3  | 2-3  | 2012年歐洲國家盃       |
| 3.  | 2012年10月12日 | 温布萊球場，倫敦，英格蘭             | 圣马力诺   | 2–0  | 5–0  | 2014年世界盃外圍賽     |
| 4.  | 2012年10月12日 | 温布萊球場，倫敦，英格蘭             | 圣马力诺   | 5–0  | 5–0  | 2014年世界盃外圍賽     |
| 5.  | 2013年12月14日 | 友誼競技場，索爾納，瑞典             | 秘魯       | 1-1  | 4-2  | 友谊赛                 |
| 6.  | 2013年3月22日  | 温布萊球場，倫敦，英格蘭             | 苏格兰     | 2-2  | 3-2  | 友谊赛                 |
| 7.  | 2013年9月6日   | 温布萊球場，倫敦，英格蘭             | 摩尔多瓦   | 3–0  | 4–0  | 2014年世界盃外圍賽     |
| 8.  | 2013年9月6日   | 温布萊球場，倫敦，英格蘭             | 摩尔多瓦   | 4–0  | 4–0  | 2014年世界盃外圍賽     |
| 9.  | 2013年9月8日   | 聖雅各布公園球場，巴塞爾，瑞士       | 瑞士       | 1–0  | 2–0  | 2016年歐洲國家盃外圍賽 |
| 10. | 2013年9月8日   | 聖雅各布公園球場，巴塞爾，瑞士       | 瑞士       | 2–0  | 2–0  | 2016年歐洲國家盃外圍賽 |
| 11. | 2014年10月9日  | 温布萊球場，倫敦，英格蘭             | 圣马力诺   | 3-0  | 5-0  | 2016年歐洲國家盃外圍賽 |
| 12. | 2014年11月15日 | 温布萊球場，倫敦，英格蘭             | 斯洛維尼亞 | 2–1  | 3–1  | 2016年歐洲國家盃外圍賽 |
| 13. | 2014年11月15日 | 温布萊球場，倫敦，英格蘭             | 斯洛維尼亞 | 4–1  | 3–1  | 2016年歐洲國家盃外圍賽 |
| 14. | 2015年3月27日  | 温布萊球場，倫敦，英格蘭             | 立陶宛     | 2-0  | 4-0  | 2016年歐洲國家盃外圍賽 |

## 比賽風格
由於體形與奔跑姿態類近，韋碧克常常被人將他與多哥的艾迪巴約和尼日利亞的簡奴作比較。

## 榮譽

### 球會
曼聯
- 世界冠軍球會盃（1）：2008
- 英格蘭超級聯賽（1）：2012–13
- 英格蘭聯賽盃（2）：2008–09，2009–10
- 英格蘭社區盾（2）：2011，2013

 阿仙奴
- 英格蘭足總盃 冠軍﹕2014–15，2016–17
- 英格蘭社區盾 冠軍﹕2017

## 外部連結
- 足球数据库：丹尼·维尔贝克的球员统计数据
- 曼聯官網：丹尼·维尔贝克簡歷
- 90后妖人-维尔贝克